# Majorian
Flavius Iulius Valerius Maiorianus (deutsch Majorian; * um 420; † 7. August 461 in Dertona) war von 457 bis 461 weströmischer Kaiser.
Als ein führender Militär des Reiches entmachtete er seinen Vorgänger Avitus mithilfe des Generals Ricimer. Einen Großteil seiner Regierung verbrachte er auf Feldzügen, mit denen er die Autorität des zerfallenden Weströmischen Reiches wiederherstellen wollte. So verteidigte er Italien gegen die Vandalen und gliederte Gallien und Hispanien wieder in das Reich ein. Sein großes Vorhaben, das römische Africa von den Vandalen zurückzuerobern, scheiterte jedoch und in der Folge wurde er von Ricimer entmachtet und hingerichtet.
Bleibenden Eindruck auf die Nachwelt hinterließ er durch seine umfangreiche Gesetzgebung, mit der er das Reich und das Kaisertum strukturell stärken wollte, sein persönliches militärisches Engagement und sein umgängliches Auftreten gegenüber der senatorischen Oberschicht. Rückblickend bezeichnete ihn der oströmische Geschichtsschreiber Prokopios als „Herrscher, der sämtliche römische Kaiser, die jemals den Thron innehatten, durch gute Eigenschaften aller Art übertraf“.

## Herkunft und frühe Laufbahn

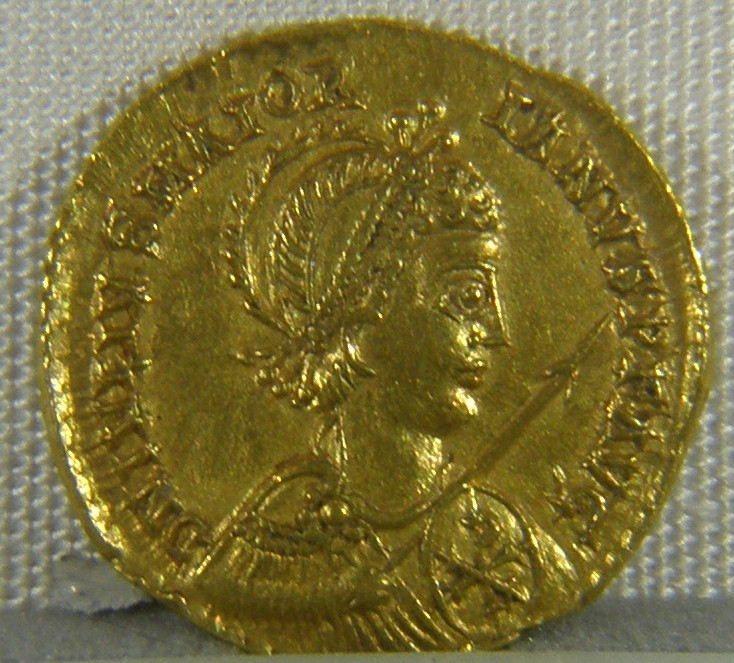
Goldmedaillon Majorians

Angesichts der schlechten Quellenlage lassen sich die Lebensläufe der meisten Akteure des fünften Jahrhunderts kaum oder gar nicht nachvollziehen. Majorian stellt hier eine glückliche Ausnahme dar: Er ist einer der wenigen Fälle, in denen sich Herkunft und Leben vor der Kaisererhebung weitgehend rekonstruieren lassen. Dieser Umstand ist vor allem zwei antiken Autoren zu verdanken: Zum einen dem oströmischen Geschichtsschreiber Priskos, zum anderen dem gallorömischen Senator Sidonius Apollinaris. Letzterer kannte Majorian persönlich und verfasste um das Jahr 459 eine Lobrede auf ihn. Aufgrund mangelnder Alternativen sind wir weitgehend auf ihre Angaben angewiesen.
Der aus dem lateinischen Illyricum oder Norditalien stammende Römer Majorian wurde um 425 geboren. Der wichtigste Anhaltspunkt für das Geburtsdatum ist die Tatsache, dass Sidonius Apollinaris ihn 458 noch als iuvenis, also jungen Mann, bezeichnet. Er stammte aus der Militärelite des Reiches. Sein gleichnamiger Großvater diente als magister militum praesentalis und war als solcher 379 bei der Ausrufung von Theodosius I. in Sirmium anwesend. Die Tochter des älteren Majorian heiratete den aus Ägypten stammenden Offizier Domninus, der dem mächtigen weströmischen Heermeister Flavius Aëtius als domesticus diente. Majorian war, soweit bekannt, das einzige Kind der beiden.
Majorian schlug ebenfalls eine militärische Laufbahn ein. Wie sein Vater diente er Aëtius und begleitete diesen auf dessen Feldzug gegen den salfränkischen rex Chlodio. Dabei soll er sich bei der Verteidigung der Stadt Turonensis (heute: Tours) besonderen Ruhm erworben haben. Bei der 447/478 geschlagenen Schlacht bei Vicus Helena führte er persönlich die Kavallerie an und erstürmte die Brücke, während Aëtius sich im Hintergrund hielt.
Durch seine Leistungen gewann er die Aufmerksamkeit des weströmischen Kaisers Valentinian III., der ihn als Ehemann für seine Tochter Placidia in Betracht zog. Durch eine solche Verbindung wäre Majorian zum möglichen Thronfolger aufgestiegen. Aëtius sah damit allerdings seine eigenen ehrgeizigen Pläne in Gefahr und zwang Majorian laut Sidonius, sich aus dem öffentlichen Leben zurückzuziehen.
Der weitgehend machtlose Kaiser Valentinian III. sah zuletzt keinen anderen Weg, den übermächtigen Heermeister Aëtius loszuwerden, als ihn 454 eigenhändig zu ermorden. Durch diese Tat verlor er aber bei weiten Teilen der Reichseliten an Rückhalt. Dennoch war nun der Weg frei für die Rückkehr Majorians, der vom Kaiser zum comes domesticorum und damit zum Kommandeur der Garde ernannt wurde. Majorian konnte aber nicht verhindern, dass der Kaiser nur wenige Monate später selbst einem Attentat zum Opfer fiel. Die Kaiserwitwe Licinia Eudoxia setzte sich in der Folge für Majorian als Nachfolger ein, konnte sich damit aber nicht durchsetzen. Stattdessen trat Petronius Maximus die Nachfolge an. Dieser scheint Majorian in seinem Amt bestätigt zu haben. Seine kurze Regierung endete allerdings mit der Plünderung Roms durch die Vandalen 455. Angeblich wollte Petronius Maximus aus der Stadt fliehen und die Bürger Roms ihrem Schicksal überlassen. Doch seine Verkleidung flog auf, und er wurde von einem wütenden Mob in Stücke gerissen.

## Aufstand gegen Avitus und Herrschaftsübernahme
Die Nachfolge des Petronius Maximus trat der gallorömische Aristokrat Eparchius Avitus an. Avitus hatte sich zuvor durch eine lange Karriere in der Verwaltung und (untypisch für die Spätantike, in der zivile und militärische Ämter meist recht strikt getrennt wurden) auch in der Armee ausgezeichnet. Avitus hatte zuvor die Regierung des Petronius Maximus unterstützt und in dessen Namen mit den westgotischen foederati verhandelt. Nach dessen Tod drängten die Westgoten ihn, selbst nach dem Purpur zu greifen. Unterstützt von hochrangigen Mitgliedern der gallorömischen Aristokratie, darunter sein Schwiegersohn Sidonius Apollinaris, ließ Avitus sich dann am 9. Juli 455 zum Kaiser ausrufen. Avitus wurde auch von den italischen Eliten anerkannt und konnte ohne Schwierigkeiten in die alten Herzlande des Reiches ziehen. Er bestätigte Ricimer und Majorian in ihren Positionen, ernannte aber mit Remistus einen General mit westgotischen Wurzeln zum patricius und somit wohl auch zum obersten Heermeister. In Italien verlor Avitus schnell an Rückhalt. Seine gotischen foederati, für deren Bezahlung er angeblich die Bronze aus den Häusern Roms entfernen ließ, machten sich unbeliebt. Vor allem aber sahen wohl die italischen Eliten den Einfluss der gallorömischen Senatoren, die wichtige Ämter übernahmen, die traditionell ihnen zustanden, als Bedrohung.
Ricimer und Majorian bündelten diese Unzufriedenheit und begehrten gegen Avitus auf. Sie töteten Remistus und besiegten Avitus im Oktober 456 in der blutigen Schlacht bei Placentia (heute: Piacenza). Avitus wurde abgesetzt und wahrscheinlich zu Tode gehungert. Der westliche Hof blickte nun nach Osten und erbat in Konstantinopel, der oströmischen Residenz, einen neuen Kaiser. Traditionell stand dem dienstältesten Augustus im Reich diese Entscheidung zu. Doch der oströmische Kaiser Markian war zu diesem Zeitpunkt bereits schwer krank und starb am 27. Januar 457, so dass das Reich für kurze Zeit gar keinen Kaiser mehr hatte. Leo I. trat schließlich Markians Nachfolge im Osten an. So früh in seiner Regierung konnte dieser es sich nicht leisten, sich auf ein Abenteuer im Westen einzulassen. Deshalb ernannte er keinen neuen Kaiser, sondern versuchte nur, seinen eigenen Einfluss im Westen zu sichern. So erhob er Ricimer zum patricius und obersten Heermeister und auch Majorian wurde zum magister militum ernannt. Mit diesem Schritt legitimierte er die Revolte gegen Avitus und sicherte sich seine eigene Anerkennung.
Der weströmische Hof wollte sich auf Dauer aber nicht von Konstantinopel regieren lassen und verlor die Geduld. Schlussendlich rief er mit Majorian seinen eigenen Kaiser aus. Die genaue Abfolge lässt sich im Einzelnen nicht mehr rekonstruieren, da uns widersprüchliche Quellenaussagen vorliegen. So wurde Majorian entweder bereits am 1. April oder erst am 28. Dezember 457 zum Kaiser ausgerufen. Der widersprüchliche Befund ist Teil einer langen Forschungsdebatte, die sich nicht einfach lösen lässt. Vielleicht wurde Majorian zunächst nur zum Caesar erhoben. Letztendlich spricht mehr dafür, im 28. Dezember den entscheidenden Termin für die Herrschaftsübernahme zu sehen.
Unabhängig vom genauen Zeitpunkt stellte Majorians Ausrufung eine Herausforderung für den Osten des Reiches dar. Dort konnte man ihn nicht einfach anerkennen, ohne an dem eigenen Anspruch der Seniorität zu rütteln. Wenn man ihn aber explizit nicht anerkannt hätte, wäre das einer Kriegserklärung gleichgekommen. Beides lag nicht im Interesse Leos I., und deshalb entschied er sich wohl für eine wohlwollende Neutralität. So traten Leo I. und Majorian gemeinsam den  ordentlichen Konsulat für das Jahr 458 an, Majorian wurde allerdings nie in den Gesetzen des oströmischen Kaisers erwähnt. Majorian nutzte seinerseits die Neutralität aus und behauptete einfach seine Anerkennung durch den Ostkaiser. Dadurch blieb die ideologische Einheit des Reiches bestehen.

## Kaiserherrschaft

### Herrschaftsantritt in Italien
Mit seinem Amtsantritt übernahm Majorian eine schwierige Aufgabe. In den drei Jahren vor seiner Herrschaftsübernahme waren drei Regierungsbildungen gescheitert. Um Vertrauen in seine Regierung zu schaffen und Rückhalt in der Reichselite zu gewinnen, richtete Majorian seine erste Novelle an den Senat, in der er seine Herrschaftsprogrammatik verkündet. Der Text ist in seiner Art einzigartig. In der Spätantike besaßen Gesetze häufig eine kommunikative Funktion; selten jedoch stand die kommunikative Funktion derart im Vordergrund wie hier. Der Text weist zahlreiche Bezüge zur Prinzipatsideologie auf, was für die Spätantike ungewöhnlich ist. In der Novelle erweist Majorian den Senatoren auffallend viel Respekt; er bezeichnet sich als einen der ihren und verkündet, keine Entscheidung ohne sie treffen zu wollen. Das ist nicht zuletzt deshalb bemerkenswert, weil Majorian Rom als Kaiser nie persönlich besuchte. Des Weiteren kündigte er an, sich weiter als Heerführer betätigen zu wollen; das war ein Bruch mit dem Palastkaisertum, das sich spätestens nach dem Tode Theodosius I. in West- und Ostrom fest etabliert hatte. Majorian wollte offenbar zu einem militärischen Kaisertum zurückkehren, eine Nahbeziehung zu den Soldaten etablieren und damit die Krise des Westreiches überwinden. In militärischen Angelegenheiten werde er allerdings, erklärte er, gemeinsam mit dem Heermeister Ricimer handeln, der namentlich erwähnt wird. Dies ist wohl ein Hinweis darauf, dass der Kaiser keine vollumfängliche Kontrolle über die Truppen des Reiches besaß und sich weiterhin mit mächtigen Heerführern wie Ricimer arrangieren musste.
Die Lage in Italien war zu seinem Herrschaftsantritt dann auch angespannt. Bereits 457 waren mehrere Heeresgruppen in Italien eingefallen. Eine Bande Alemannen soll Norditalien verwüstet haben, bis sie durch den comes Bauto am Lago Maggiore zur Schlacht gestellt und besiegt wurde. Bedrohlicher noch waren die Vandalen, die in Kampanien gelandet waren; das Vandalenreich war der größte Stachel im Fleisch Westroms. Die Vandalen hatten sich seit 429 die reichen und strategisch günstig gelegenen Gebiete des einst römischen Nordafrikas einverleibt. Von dort aus konnten sie im gesamten Mittelmeerraum Plünderzüge unternehmen und so auch Rom selbst 455 plündern. Die Rückeroberung Africas sollte dann auch ein zentrales Projekt der Regierung Majorians darstellen, von dessen Umsetzung er zu Beginn seiner Regierung aber noch weit entfernt war. Doch gelang es ihm und seinen Truppen, die Vandalen aus Kampanien zu vertreiben und Italien zu sichern. Um es vor künftigen Angriffen zu sichern, heuerte Majorian zudem Söldner an und stellte zwei neue Flotten zusammen, eine in Misenum, die andere in Ravenna. Zudem verabschiedete er ein Gesetz, das römischen Bürgern erlaubte, sich zu bewaffnen und sich so im Notfall selbst verteidigen zu können.
In die Anfangsphase seiner Regierung könnte auch die Renovierung und Erweiterung der Rostra, der großen Rednertribüne auf dem Forum Romanum, fallen. Anlass war ein nicht näher bekannter Seesieg über die Vandalen, der aber wahrscheinlich bereits unter Avitus von Ricimer errungen worden war.

### Gesetzgebung
Ein wichtiges Zeugnis für die Regierung Majorians ist seine Gesetzgebung. Bereits in seiner schon erwähnten ersten Novelle kündigt Majorian eine rege Gesetzestätigkeit an. Tatsächlich sind uns aus seiner Regierung zwölf Gesetze bekannt, neun in Gänze erhalten. Eine derartige Fülle an Gesetzen ist uns für keinen weströmischen Kaiser nach Valentinian III., der wesentlich länger herrschte, überliefert. In der Tradition des Codex Theodosianus ließ Majorian eine eigene Gesetzessammlung erstellen, die seine eigenen Gesetze sowie die Gesetze von Valentinian III. und Theodosius II. umfassten, die nach dem Codex Theodosianus verabschiedet wurden und deshalb als Novellen bezeichnet werden.
Den Großteil seiner Gesetze erließ Majorian noch vor seinem Aufbruch nach Gallien. Dank der Gesetze können wir rekonstruieren, dass der Kaiser zu Beginn seiner Herrschaft vor allem in Ravenna residierte. Die zentralen Ziele seiner Gesetzgebung lagen in der Stärkung der staatlichen Strukturen und in dem Beschneiden der Macht einzelner mächtiger Familien. Sie waren darauf ausgerichtet, den weströmischen Staat, vor allem aber dem Kaiser wieder mehr Handlungsmöglichkeiten und Finanzquellen zu verschaffen. Darüber hinaus propagierten die Gesetze eine Wiederherstellung der alten römischen Sitten und gingen gegen unsittliche Praktiken vor.
Seine erste Novelle (De ortu imperii domini Majoriani Augusti) richtet sich, wie erwähnt, an den Senat und stellt eine Art Herrschaftsprogrammatik vor. Die zweite Novelle (De indulgentiis reliquorum) verkündete einen Erlass von Steuerschulden. Die dritte Novelle (De defensoribus civitatum) führt wieder das Amt des defensor civitatis in den römischen Städten ein, der die Bevölkerung vor Übergriffen einzelner Mächtiger schützen soll. Eine Besonderheit stellt die vierte Novelle (De aedificiis pubblicis) dar: Hier verbietet Majorian, dass alte Gebäude in der Stadt Rom abgerissen und deren Baumaterial für neue Gebäude verwendet werde. Möglicherweise handelt es sich um eine Reaktion auf seinen Vorgänger Avitus, der die Bronzeverzierungen von den Gebäuden entfernt haben soll, um seine gotischen Truppen zu bezahlen. Die fünfte Novelle (De bonis caducis sive proscriptorum) beschneidet die Möglichkeiten korrupter Provinzstatthalter, Gelder zu hinterziehen.
Das berühmteste und umstrittenste Gesetz Majorians stellt die sechste Novelle (De sanctimonialibus vel viduis et de successionibus earum) dar. Hier versucht er, die Erbschaftspraxis der Senatsaristokratie zu regeln und zu verhindern, dass sich ihr Reichtum zu stark auf einzelne Personen fokussiert. So durften Töchter nicht mehr gegen ihren Willen zur Keuschheit gezwungen werden, um sie so von der Erbfolge auszuschließen. Ebenso mussten reiche Witwen unter vierzig Jahren innerhalb von fünf Jahren neu heiraten, vorausgesetzt, sie hatten noch keine Kinder. Mit dem Gesetz griff Majorian tief in die Gewohnheiten der weströmischen Elite ein; das Gesetz scheint dementsprechend unbeliebt gewesen zu sein: Zu den ersten Maßnahmen seines Nachfolgers Libius Severus gehörte es, das Gesetz wieder aufzuheben.
Die siebte Novelle (De curialibus et de agnatione vel distractione praediorum et de ceteris negotiis) sollte den Dekurionenstand wieder stärken und mit ihm die lokalen Machtstrukturen des Reiches. Der Text der achten Novelle ist verloren, der Titel (De reddito iure armorum) aber legt nahe, dass sie die Bewaffnung der römischen Bürger erlaubte. Die neunte Novelle (De adulteriis) bekräftigt die Todesstrafe bei Ehebruch. Sowohl Text als auch Titel der zehnten Novelle sind verloren. In der elften Novelle (De episcopali iudicio et ne quis invitus clericus ordinetur vel de ceteris negotiis) wird erlassen, dass niemand gegen seinen Willen zum Kleriker geweiht werden könne. Die zwölfte Novelle ist bis auf den Titel (De aurigis et seditiosis) verloren.

### Durchsetzung der Herrschaft in Gallien

Weströmisches Reich und Feldzüge unter Majorian

Majorian wurde zu Beginn seiner Herrschaft in Gallien nicht anerkannt. Die gallorömischen Eliten waren zumeist überzeugte Unterstützer des Avitus gewesen und deshalb wenig geneigt, einen seiner Mörder als Herrscher anzuerkennen. Die gallorömischen Eliten scheinen sich in ihrem Kurs allerdings nicht einig gewesen zu sein. Ein Teil von ihnen versuchte, mit Marcellus erneut einen eigenen Kaiser zu erheben und durchzusetzen. Ein anderer Teil suchte Unterstützung im fernen Konstantinopel und erkannte nur Leo I. als legitimen Kaiser an. Dafür spricht eine Inschrift, die nur Leo I. als Konsul des Jahres nennt, aber nicht Majorian. Zudem wurde eine Petition nach Konstantinopel geschickt, die um Steuererleichterung bat und dadurch klar ausdrückte, wem die Eliten kaiserliche Autorität zuerkannten und wem nicht. Die Westgoten waren ebenfalls keine Unterstützer Majorians und versuchten, die Schwäche der Reichsregierung auszunutzen, um ihre eigenen Gebiete zu erweitern. So belagerten sie das bedeutende Verwaltungszentrum Arelate (heute: Arles). Zudem war die bedeutende römische Stadt Lugdunum (heute: Lyon) an die Burgunden gefallen.
Majorian marschierte spät im Jahr 458 mit einem Heer aus römischen Soldaten und Foederaten über die Alpen nach Gallien. Seine beiden wichtigsten Unterstützer waren die neu ernannten Heermeister Nepotianus und Aegidius. Letzterer erhielt als magister militum per Gallias ein klar gekennzeichnetes Aufgabengebiet als Heermeister von Gallien. Majorian eilte dem belagerten Arelate zur Hilfe und besiegte die Westgoten unter ihrem rex Theoderich II. in einer Schlacht. In der Folge mussten die Westgoten einen neuen Vertrag (foedus) mit Majorian schließen. Sie gaben ihre Gebietsgewinne in der Septimania auf und standen dem Kaiser für künftige Feldzüge wieder zur Verfügung. Mithilfe der Westgoten wurde im Anschluss Lugdunum belagert und schließlich erobert. Auch die Burgunder mussten danach einen neuen foedus mit Majorian schließen, in dem ihnen aber auch ein Siedlungsgebiet in der Sapaudia gewährt wurde.
Zu einem unbekannten Zeitpunkt brach die Usurpation des Marcellus zusammen, doch die Hintergründe sind obskur. Majorian strebte aber keine Bestrafung der gallorömischen Eliten an, sondern suchte die Versöhnung. So bestätigte er ihnen die Steuererleichterungen, die sie von Leo I. ersucht hatten. Sidonius Apollinaris verfasste zu Beginn des Jahres 459 eine Lobrede auf Majorian, die sichtbarer Ausdruck der Versöhnung war. In seiner Rede klagt Sidonius, die weströmischen Kaiser hätten Gallien vernachlässigt, das verwüstet worden sei, während die Kaiser sich hinter ihren hohen Mauern verkrochen hätten. Erst mit Majorian habe sich ein Kaiser wieder um Gallien gekümmert. Tatsächlich war Majorian der erste Kaiser, mit Ausnahme des Avitus, der Zeit in Gallien verbrachte, seit Valentinian II. am Ende des vierten Jahrhunderts. Majorian zeigte sich erfreut über die Rede und verlieh Sidonius den Rang eines comes spectabilis.
Die Versöhnung mit den gallorömischen Eliten scheint umfassend gewesen zu sein. Es spricht einiges dafür, dass Majorian in Gallien seinen größten Rückhalt besaß. In den Briefen des Sidonius erscheint er in einem durchgehend positiven Licht und das noch Jahre über seinen Tod hinaus. Nach Majorians Hinrichtung brachen die Eliten wieder mit der Reichsregierung in Italien, und Aegidius, der sich nun von Ricimer lossagte, konnte einen eigenen, unabhängigen Machtbereich errichten. Mit Anthemius gelang es nach Majorian nur noch einem einzigen weströmischen Kaiser, Anerkennung in Gallien zu finden.

### Kämpfe in Hispanien und das Scheitern desAfrica-Feldzuges
Nach den Erfolgen in Gallien rückte Hispanien in den Fokus Majorians. Die Halbinsel sollte nicht zuletzt als Ausgangspunkt für die geplante Rückeroberung Africas dienen, die jetzt ernsthaft in Angriff genommen wurde, eine Erwartung, die bereits in der Lobrede des Sidonius deutlich zu spüren ist.
Der Heermeister Nepotianus führte als erstes eine Streitmacht nach Hispanien. Sein Ziel waren die Sueben, die den Nordwesten der Halbinsel kontrollierten und die Herrschaft Majorians nicht anerkannten. Der Kampf gegen die Sueben, die bereits durch Kämpfe mit den Westgoten geschwächt waren, zog sich über den Großteil des Jahres 459 hinweg, bis Nepotianus bei Lucus Augusti (heute: Lugo) einen bedeutenden Sieg errang und in der Folge die Stadt Scallabis in Lusitania erobern konnte.
Majorian hatte unterdessen seine Truppen gesammelt und marschierte ebenfalls nach Hispanien. Dort soll er an verschiedenen Feldzügen beteiligt gewesen sein, die in den Quellen nicht näher ausgeführt werden und deshalb unscharf bleiben. Seine Operationen sollen allerdings erfolgreich gewesen sein. So wissen wir von einem feierlichen Einzug in die Stadt Caesaraugusta (heute: Saragossa). Schließlich erreichte Majorian 460 die Carthaginiensis im Süden Hispaniens. Im dortigen Portus Illicitanus in der Nähe von Elche sammelte er seine Flotte für den Angriff auf Geiserich.
Durch seine Bemühungen hatte er die kaiserliche Autorität auch in Hispanien wiederhergestellt. Gemeinsam mit den Ressourcen aus Gallien und Italien war so wieder erhebliche Macht in der Person des weströmischen Kaisers konzentriert. Diese Ressourcen wurden nun für den geplanten Afrikafeldzug gesammelt, der ungeheuer teuer gewesen sein soll. Der Vandalenkönig Geiserich versuchte, die drohende Gefahr für seine Herrschaft abzuwenden, und ersuchte um Frieden. Majorian lehnte allerdings ab und war entschlossen, sein Restaurationswerk des römischen Reiches fortzusetzen. Geiserich verwüstete daraufhin ganze Landstriche in den von ihm beherrschten Regionen Mauretanien und Numidien. Er ließ Felder niederbrennen und Wasserquellen vergiften, um den weströmischen Invasoren die Versorgung ihrer Truppen zu erschweren. Als entscheidend erwies sich allerdings, dass Geiserich nicht näher beschriebene Verräter im Heer Majorians fand, die sich gegen ihre eigenen Leute wendeten und mehrere Schiffe der Invasionsflotte zerstörten (auch bekannt als Schlacht bei Cartagena). Der Schaden war gewaltig, und Majorian dürften die Ressourcen gefehlt haben, die zerstörten Schiffe wiederherzustellen. Er brach das Unternehmen ab und schloss Frieden mit Geiserich, in dem er den status quo anerkannte. Mit dem Scheitern der Rückeroberung wurde das Ansehen des Kaisers nachhaltig geschädigt. Die gerade erst aufgekommene Aufbruchstimmung im Weströmischen Reich kippte.

### Rückkehr nach Italien und Entmachtung
Nach dem Friedensschluss mit Geiserich verließ Majorian Hispanien und kehrte nach Gallien zurück. Er überwinterte in Arelate und verbrachte dort einige weitere Monate. Erst im Juli 461 machte er sich auf den Weg nach Italien. Mit Problemen scheint er nicht gerechnet zu haben, denn er entließ zuvor seine Truppen. Ricimer reiste ihm entgegen, und die beiden trafen sich in Dertona in Ligurien. Dort wandte sich Ricimer plötzlich gegen Majorian: Er beraubte ihn seiner kaiserlichen Insignien und stellte ihn vor ein Militärgericht. Die Einzelheiten sind unklar, doch scheint Ricimer eine Gelegenheit gesehen zu haben, seine eigene Machtstellung auszubauen. Auch in den Reihen der italischen Aristokratie hatte Majorian offenbar an Rückhalt verloren. Das Scheitern der Rückeroberung Africas, die lange Abwesenheit von Italien und nicht zuletzt seine Erbschaftsgesetze dürften ihm viele Feinde eingebracht haben. Das Standgericht verurteilte Majorian zum Tode. Der abgesetzte Kaiser wurde geprügelt und schließlich grausam hingerichtet.
Ricimer verbreitete die Geschichte, der Kaiser sei eines natürlichen Todes gestorben. Mit Libius Severus bestimmte er nach einigem Zögern einen recht unbekannten italischen Aristokraten zum Nachfolger. Dieser kehrte zum Palastkaisertum zurück und verbrachte seine gesamte Regierung in Italien. Nach antikem und modernem Urteil war er kaum mehr als eine Marionette Ricimers.
Mehrere Generäle Majorians weigerten sich, den neuen Kaiser anzuerkennen, und begehrten gegen Ricimer auf. Keiner versuchte allerdings, nach Italien zu marschieren, vielmehr bauten sie ihre regionalen Machtstellungen aus, Aegidius in Gallien, Marcellinus in Dalmatien und Nepotianus in Hispanien. Majorians Hinrichtung beschleunigte so die Desintegration des Weströmischen Reiches und machte jeden Fortschritt zunichte, den der tatkräftige Kaiser zu Lebzeiten erreicht hatte.

## Nachleben und Bewertung

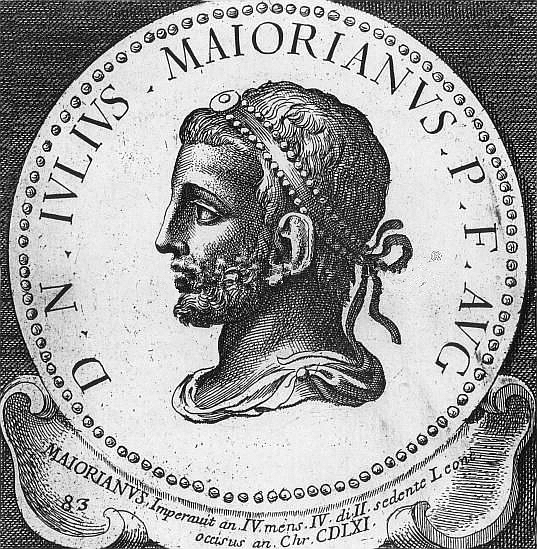
Porträt Majorians aus dem Jahr 1754

Majorian faszinierte die Nachwelt bereits in der Antike. Das ist in Ansätzen schon im Werk des Sidonius Apollinaris zu erkennen, überaus deutlich aber bei dem oströmischen Geschichtsschreiber Prokop, der ihn, wie erwähnt, als „[…] Herrscher, der sämtliche römische Kaiser, die jemals den Thron innehatten, durch gute Eigenschaften aller Art übertraf […]“ bezeichnet. Im weiteren Verlauf von Prokops Werk wird Majorian zu einem Helden epischen Formats stilisiert. So erzählt er eine romanhafte Geschichte, in der sich Majorian verkleidet an den Hof des Vandalenkönigs Geiserich einschleicht, um sich einen Eindruck von seinem Gegner zu verschaffen.
Auch neuzeitliche Gelehrte und Historiker pflegten lange Zeit das Bild von Majorian als tapferen Widerstandskämpfer gegen den unaufhaltbaren Zerfall des Weströmischen Reiches. Der berühmte britische Gelehrte Edward Gibbon etwa bezeichnet ihn als „[…] großen und historischen Charakter […] in einer entarteten Zeit […]“, der die Ehre der Menschheit rettete. Ganz besonders seine Gesetzgebung hat das Interesse auf sich gezogen. Man sah in Majorian einen großen Reformer, der den dekadenten spätrömischen Staat wieder zur verlorenen Größe von einst führen wollte. Den Reformbegriff lehnt der Althistoriker Dirk Henning zwar ab und spricht lieber von einer Restauration. Doch auch er schreibt, dass Maiorian sich „[…] die ausführlichsten Gedanken über ein eigenes Verschulden des römischen Staates an seiner Existenzkrise machte […].“
Dieses Bild stieß aber in der jüngeren Forschung auf Widerstand. So ist für Penny MacGeorge nichts neu an Majorians Gesetzgebung. Sie verweist darauf, dass Majorians Gesetze inhaltlich wenig neues beinhaltet hätten. Mischa Meier bezeichnet den Kaiser als „[…] durchaus nicht ungeschickt […]“, doch wirft er ihm vor, die Zeichen der Zeit nicht erkannt zu haben: Allein Majorians Nachfolger Libius Severus sei nicht komplett gescheitert, weil er sich in die politisch machtlose Rolle des Kaisers gefügt habe. Dagegen argumentierte jüngst Henning Börm, der Majorian als einen fähigen Herrscher charakterisiert, dem es schlussendlich im entscheidenden Moment an Schlachtenglück fehlte. Weder waren er und die anderen späten weströmischen Kaiser zwangsläufig machtlos, noch war der Niedergang unaufhaltbar.
Gänzlich verschwunden ist das alte Bild von Majorians als Restaurator in der Forschung nicht. So kommt Fabrizio Oppedisano 2013 in einer Studie zu dem Ergebnis, dass Majorian herrschen wollte wie die alten römischen Kaiser von einst.